# Freddy Cachazo
Freddy Alexander Cachazo (* in Venezuela) ist ein in Kanada lebender theoretischer Physiker, der sich mit Stringtheorie und verwandten Theorien befasst.
Cachazo studierte unter anderem 1996 am International Center for Theoretical Physics in Triest und wurde 2002 an der Harvard University bei Cumrun Vafa promoviert (Dualities in field theory from geometric transitions in string theory).  2002 bis 2005 und 2009/10 war er am Institute for Advanced Study. Er ist seit 2005 Wissenschaftler am Perimeter Institute in Waterloo (Ontario), wo er unter anderem mit Nima Arkani-Hamed zusammenarbeitet.
In einer Reihe von Arbeiten 2004/05 belebte er mit Kollegen die Störungstheorie der Yang-Mills-Theorie und den alten Zugang zur Hochenergiephysik der 1960er Jahre über die Streumatrix im Komplexen neu. Dabei nutzte er die Erkenntnis, das die Streuamplituden in der Störungstheorie für Yang-Mills-Theorien bemerkenswerte Symmetrien aufweisen, die das Aufstellen von Rekursionsrelationen zur Konstruktion der Amplituden in höherer Ordnung ermöglichen (BCFW-Rekursionsrelationen und CSW-Regeln). Beteiligt waren dabei unter anderem Edward Witten, Ruth Britto, Bo Feng und Peter Svrcek.  Ihr Zugang war eine Alternative zur Auswertung der Störungsreihe mit Feynmangraphen. Von wesentlicher Bedeutung war dabei auch eine neue Interpretation der Störungstheorie von Yang-Mills-Theorien über topologische Stringtheorien im Twistor-Raum durch Edward Witten (2004). 2012 dehnte Cachazo das auch auf Supergravitationstheorien aus (u. a. mit Yvonne Geyer). Um 2009 entdeckte er mit Nima Arkani-Hamed, Jaroslav Trnka, Jacob Bourjaly und anderen eine geometrische Interpretation für die vielen entdeckten Symmetrien in der Störungsreihe in Form einer Grassmann-Mannigfaltigkeit (Amplituhedron).
2009 erhielt er die Gribov Medal. 2012 erhielt er die Herzberg Medal der Canadian Association of Physicists (CAP), 2011 die Rutherford Memorial Medal, 2014 den New Horizons in Physics Prize. Für 2016 wurde ihm der CAP-CRM Prize zugesprochen.

## Schriften (Auswahl)
(außer den in den Fußnoten zitierten Arbeiten)
- mit Ruth Britto, Bo Feng: Generalized unitarity and one-loop amplitudes in N=4 super-Yang-Mills, Nucl.Phys. B, Band 725, 2005, S. 275–305, Arxiv
- mit Peter Svrcek: Lectures on Twistor Strings and Perturbative Yang-Mills-Theories,  2005, Arxiv
- mit Nima Arkani-Hamed, Jared Kaplan What is the simplest Quantum Field Theory ?, 2008, Arxiv
- mit Nima Arkani-Hamed, Jacob L. Bourjaily, Simon Caron-Huot: The All-Loop Integrand For Scattering Amplitudes in Planar N=4 SYM, JHEP 2011, Arxiv
- mit Nima Arkani-Hamed, Jacob Bourjaily, Jaroslav Trnka: Unification of Residues and Grassmannian Dualities, JHEP 2011, Arxiv
- mit Nima Arkani-Hamed, Jacob L. Bourjaily, Alexander Goncharov, Alexander Postnikov, Jaroslav Trnka:  Scattering Amplitudes and the Positive Grassmannian, Arxiv
- mit Nima Arkani-Hamed, Jacob Bourjaily, Jaroslav Trnka: Local Spacetime Physics from the Grassmannian, JHEP 2011, Arxiv
- mit Nima Arkani-Hamed, Clifford Cheung, Jared Kaplan: A Duality For The S Matrix, JHEP, 2010, S. 1003:020. Arxiv
- mit Song He, Ellis Ye Yuan: Scattering of Massless Particles in Arbitrary Dimensions, Phys. Rev. Lett., Band 113, 2014, S. 171601, Arxiv
- mit Andrew Strominger: Evidence for a New Soft Graviton Theorem, Arxiv
- Nima Arkani-Hamed, Jacob Bourjaily, Freddy Cachazo, Alexander Goncharov, Alexander Postnikov, Jaroslav Trnka: Grassmannian Geometry of Scattering Amplitudes, Cambridge UP 2016